# Macrostylis subinermis
Macrostylis subinermis är en kräftdjursart som beskrevs av Hansen 1916. Macrostylis subinermis ingår i släktet Macrostylis och familjen Macrostylidae. Inga underarter finns listade i Catalogue of Life.